# ماركوس ليبرتي
ماركوس ليبرتي (بالإنجليزية: Marcus Liberty)‏ مواليد 27 أكتوبر 1968 في شيكاغو، هو لاعب كرة سلة أمريكي معتزل. بدأ مسيرته الاحترافية في سنة 1990. تم اختياره من قبل فريق دنفر ناغتس خلال الدرافت. حمل الرقم 30. يبلغ طوله 6 قدم 8 بوصة (2.0 م). اعتزل اللعب في 2002. أحرز خلال مسيرته في الإن بي إيه 1942 نقطة بمعدل 7.3 نقاط في المباراة الواحدة.

## المسيرة الاحترافية
لعب مع دنفر ناغتس من سنة 1990 إلى 1994، ثم لعب مع ديترويت بيستونز في موسم 1993–1994، ثم لعب مع نادي إيه إي كي لكرة السلة في موسم 1995–1996.

## روابط خارجية
- ماركوس ليبرتي على موقع إن بي أي (الإنجليزية)
- ماركوس ليبرتي على موقع سبورتس رفرنس (الإنجليزية)
- ماركوس ليبرتي على موقع كرة السلة الأوروبية.كوم (الإنجليزية)
- ماركوس ليبرتي على موقع كلية كرة السلة في سبورتس رفرنس.كوم (الإنجليزية)
- ماركوس ليبرتي على موقع ريلجم (الإنجليزية)
- ماركوس ليبرتي على موقع بروبوليرز (الإنجليزية)